# 世界大タワー連盟
世界大タワー連盟（せかいだいタワーれんめい、World Federation of Great Towers、WFGT）とは世界各国の超高層建築物で運営されている協議会。1989年結成。本部はオーストラリア・メルボルンにある。

## 加盟している建築物
世界大タワー連盟の公式サイトに基づく、加盟建造物のリスト。
- ブルジュ・ハリファ
- CNタワー
- 台北101
- オスタンキノ・タワー
- 東方明珠塔
- ジョン・ハンコック・センター
- エンパイア・ステート・ビルディング
- クアラ・ルンプール・タワー
- 中央広播電視塔
- タシュケントタワー
- ベルリンテレビ塔
- 天津テレビ塔
- マカオ・タワー
- 中原福塔
- 龍塔
- 東京タワー
- スカイタワー
- エッフェル塔
- シドニー・タワー
- コイセローラ・タワー
- ドナウタワー
- 株洲テレビ塔
- Nソウルタワー
- 青島テレビ塔
- ジシコフテレビ塔
- カルガリー・タワー
- テルストラ・タワー
- カイロ・タワー
- ユーロマスト
- スペースニードル
- ラテンアメリカ・タワー
- オリンピック・スタジアム (モントリオール)
- スピンネーカー・タワー
- ブラックプール・タワー
- ノヴィー・モスト
- 五稜郭タワー